# Paul Betancourt
Paul Betancourt Agüero (20 maart 1989) is een Costa Ricaans wielrenner die anno 2016 rijdt voor Coopenae Extralum.

## Carrière
In 2013 werd Betancourt nationaal kampioen op de weg door in Perez Zeledón met een voorsprong van een minuut op Nieves Carrasco en Alexander Sánchez solo als eerste over de finish te komen.
In augustus 2015 won Betancourt de vijfde etappe in de Ronde van Colombia door de thuisrijder Fernando Orjuela zestien seconden voor te blijven. In december van dat jaar behaalde, hij in zijn vierde deelname aan de Ronde van Costa Rica op rij, zijn eerste etappezege in de ronde van zijn thuisland. In het eindklassement werd hij zestiende. Op 17 februari 2016 werd hij echter, net als drie ploeggenoten, door de UCI voorlopig geschorst nadat hij tijdens die koers positief testte op het gebruik van ostarine. Later besloot de UCI hem voor drie jaar te schorsen en al zijn resultaten vanaf de Costa Ricaanse etappekoers te schrappen.

## Overwinningen
2013
 Costa Ricaans kampioen op de weg, Elite
2015
5e etappe Ronde van Mexico
11e etappe Ronde van Costa Rica

## Ploegen
- 2016 –  Coopenae Extralum

Alpízar · Betancourt · Brenes · Carballo · González · Jiménez · Mejía · Salas · Solano · B. Villalobos · R. Villalobos